# 歯のフッ素症

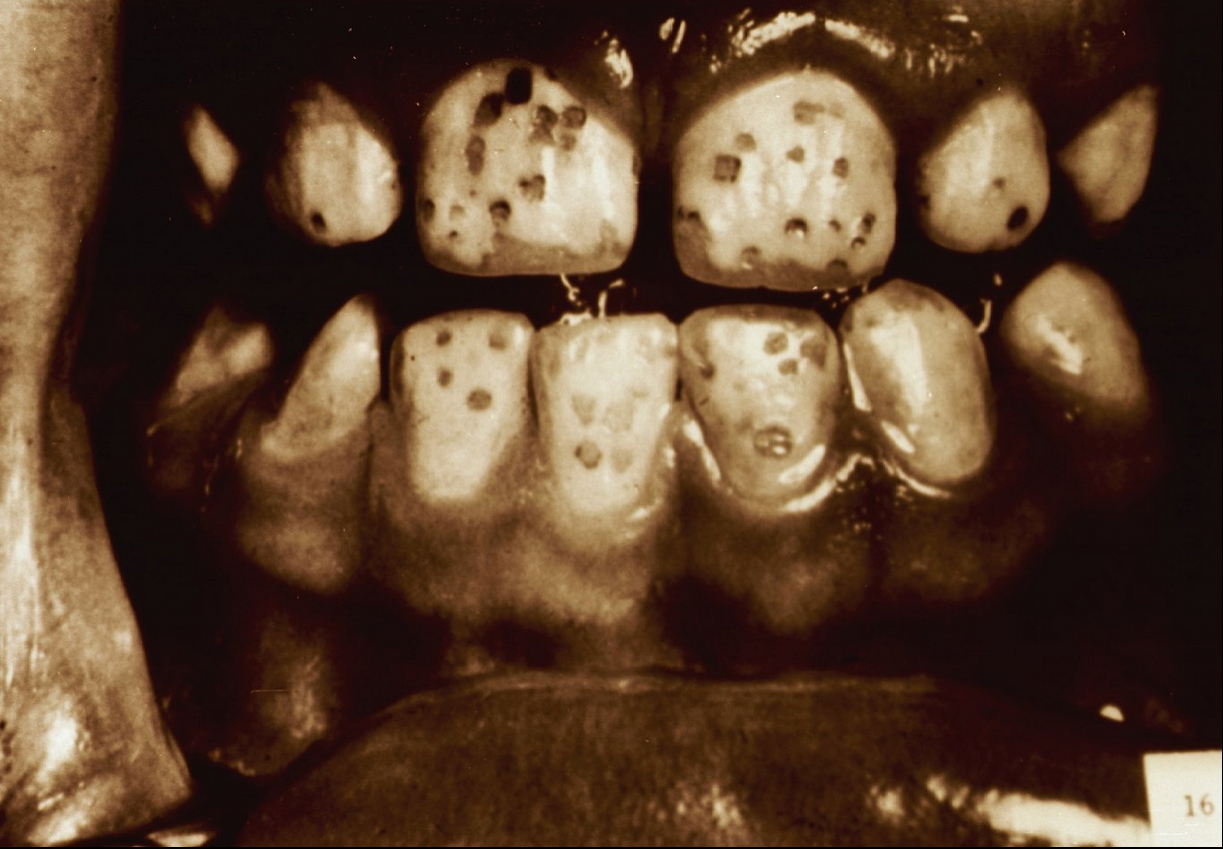
フッ化物の過剰摂取により生じた歯のフッ素症と思われる歯

歯のフッ素症（はのフッそしょう、Dental fluorosis）は、水道水にもともと含まれるフッ素の化合物（フッ化物）、水道水フッ化物添加、歯磨き粉の飲み込みなどによるフッ化物の過剰摂取により、歯に褐色の斑点や染みができる症状を指す。その結果、歯の見栄えが悪くなり、程度に応じて歯が脆くなる。中等度の症例では、エナメル質にいくつかの白い点や小さな孔が生じ、より重症だと、茶色い染みが生じる。
歯のフッ素症は、6ヶ月から5歳までの歯の発生期にフッ化物を過剰摂取すると生じる。口腔に萌出した歯には、発生しない。歯のフッ素症は通常永久歯に発生し、ときおり乳歯にも発生する。
歴史的にコロラド褐色斑（Colorado stain）、斑状歯（Mottled tooth）との呼び名も残っている。また、骨のフッ素症（骨フッ素症）と区別して、歯牙フッ素症という呼び名が使われることもある。

## 歴史
アメリカ、コロラド州パイクス山一帯の集落で歯に褐色の斑点が生じる症例が報告された。調査の結果一帯の氷晶石に含まれるフッ化物が川の水に溶け込んでおり、この高濃度のフッ化物が溶け込んだ水を飲み続けることによって歯に褐色斑が生じることが判明した。

## ディーンの指数
トレンドリー・ディーンによる歯のフッ素症の指数は、1942年に開発され、現在では最も普及した分類体系である。歯のフッ素症スコアは、2本以上の歯に見られる、最も重度な症状に基づいて決定される。
| 分類     | 判断基準 – エナメル質の状態                                            |
| -------- | ---------------------------------------------------------------------- |
| 正常     | 滑らかで、つやがあり、青白いクリーム状の白い半透明の歯面               |
| 疑わしい | いくつかの白い点あるいは白班                                           |
| 軽微     | 小さく不透明で紙の白さの部分が歯面の25%以下                            |
| 軽度     | 不透明で白い部分が歯面の50%以下                                        |
| 中等度   | すべての歯面が罹患している、かみ合わせの面の顕著なすり減り、茶色の汚点 |
| 重度     | すべての歯面が罹患している、別々のあるいは集まった小孔、茶色の汚点     |

## 米国における歯のフッ素症の有病割合
2005年現在、米国歯科研究所（en:National Institute of Dental Research）による1986-1987年の実態調査とCDCによる1999-2002年の実態調査のみが、米国における歯のフッ素症の有病割合に関する全国資料である。
| ディーンの指数 | 1987  | 2002  |
| -------------- | ----- | ----- |
| 疑わしい       | 17%   | 11.8% |
| 軽微           | 17%   | 19%   |
| 軽度           | 4%    | 5.83% |
| 中等度         | 1%    | 0.59% |
| 重度           | 0.3%  | 0.59% |
| 合計           | 22.3% | 37.2% |

CDCは、アメリカの小児における歯のフッ素症の有病割合は、20年前の同様の調査よりも9%上昇している、としている。さらに、この調査は、アフリカ系アメリカ人はコーカソイドのアメリカ人よりも有病割合が高いということも示している。
この疾患は、浅い井戸から飲料水を汲み上げる農村部にて、有病割合が高い。フッ化物濃度が1mg/L以上の飲料水が供される地域やカルシウムの摂取の不足する小児に生じやすい。

## 食事摂取基準
1mg/Lのフッ化物添加水道水では、1mgのフッ化物を摂取するのに1Lの水を必要とする。フッ化物添加水道水におけるフッ化物の至適濃度は、上限量以上のフッ化物を摂取されないように設定される。
フッ化物配合歯磨剤の飲み込み、フッ化物濃度の高い食品の摂取といった、その他のフッ化物の摂取経路とフッ化物添加水道水の摂取が重なると、フッ化物の摂取量は上限量を超えるかもしれない。
歯のフッ素症は、フッ化物の摂取量を上限量以下にすることで、予防される。
| 年齢               | 体重 kg (lb) | 目安量 (mg/day) | 上限量 (mg/day) |
| ------------------ | ------------ | --------------- | --------------- |
| 幼児 0-6 か月      | 7 (16)       | 0.01            | 0.7             |
| 幼児 7-12 か月     | 9 (20)       | 0.5             | 0.9             |
| 小児 1-3 歳        | 13 (29)      | 0.7             | 1.3             |
| 小児 4-8 歳        | 22 (48)      | 1.0             | 2.2             |
| 小児 9-13 歳       | 40 (88)      | 2.0             | 10              |
| 少年 14-18 歳      | 64 (142)     | 3.0             | 10              |
| 少女 14-18 歳      | 57 (125)     | 3.0             | 10              |
| 成人男性 19 歳以上 | 76 (166)     | 4.0             | 10              |
| 成人女性 19 歳以上 | 61 (133)     | 3.0             | 10              |

## 鑑別診断
歯のフッ素症における鑑別診断には、ターナーの歯（通常は、より局所的に発生する）やエナメル質形成不全症がある。